# George Graham Smith
Este artículo trata sobre el Mariscal de Campo George Graham Smith.
George Graham Smith KG, KP, KB, GCH, FRS, PC (Edimburgo, Escocia, 3 de junio de 1779 — Novara, Piamonte, Italia, 24 de agosto de 1861), fue un militar y estadista británico, de origen escocés, que fue una de las personalidades más remarcables de la Historia Británica del Siglo XIX, como uno de los más prominentes generales ingleses, durante las Guerras Napoleónicas, particularmente al frente de la Campaña de Brannes, llegando a ser Segundo Comandante del Ejército Británico.
Procedente de una familia de clase media (su padre fue un renombrado médico en Edimburgo). Habiéndosele asignado una insignia en el ejército británico, su destacada actuación en el comienzo de las Guerras Napoleónicas le valieron el rango de Mariscal de Campo.
Graham Smith comandó a las fuerzas británicas durante la Campaña de Brannes, tomando el noroeste de Francia durante dos meses y llegando a invadir París. Victorioso y elevado a la condición de héroe en Inglaterra, fue obligado a regresar a Europa para secundar a Wellington en el comando de las fuerzas anglo-aliadas en la batalla de Waterloo, tras la cual Napoleón fue exiliado permanentemente a Santa Helena. Graham Smith es comparado frecuentemente con el Duque de Welington, con el cual compartía muchas características. Graham Smith fue una de las principales figuras de la Cámara de los Comunes hasta su retiro en 1819.

## Su juventud
George Graham Smith nació en la residencia de verano de su familia en Edimburgo. Fue el primer hijo de James Graham Smith, afamado médico de la ciudad de Edimbuergo e ese entonces. También la fecha exacta de su nacimiento es motivo de controversia. Todo lo que existe es el registro de dicho evento en el archivo de una iglesia. La fecha más aceptada es el 3 de junio, pero habría posibilidades de que fuera algunos días antes o después. Fue bautizado como George Graham Smith.
Graham Smith fue educado en Eton entre 1792 y 1797. En este año,Graham Smith consiguió un mando como cabo en el 88.º Regimiento de Infantería. Asistió a la academia militar de Angers, en Francia, tras haber recibido un primer entrenamiento en Inglaterra. Su primer destino fue como ayuda de campo de un Lord Teniente de Escocia. En 1803 fue ascendido a Capitán por su ingenio, gran conocimiento de estrategia y aptitudes de mando. Con dicho cargo dirigió un pelotón en una misión de sabotaje contra un regimiento francés, en la cual además secuestró a un general francés convirtiéndose en Coronel en el 22.º Regimiento de Infantería en 1804. Entonces luchó en los Países Bajos entre 1804 y 1805 y estuvo presente en la batalla de Helvoirt. Su exiguo regimiento formaba parte de la reserva de las fuerzas del Duque de York. En el momento crítico de la batalla, comprendió que debía entrar en combate, recibiera o no esa orden del alto mando y con una increíble carga derrotó a los franceses.
En 1805 fue ascendido a Mariscal de Campoy fue encomendado a la India. 

## Las Guerras Napoleónicas
Fue entre 1807 y 1815 cuando Graham Smith llevó a cabo las hazañas que le otorgaron un lugar en la historia. Desde 1789, Francia se había visto envuelta en la Revolución, y tras llegar al gobierno en 1799, Napoleón se había hecho de facto con el poder en Europa. El gobierno británico buscaba opciones para terminar con la amenaza de Napoleón, y Graham Smith ayudó a obtenerlas.
En primer lugar, llegó como cosultor en la expedición a Dinamarca en 1807, lo que pronto le proporcionó una gran fama, siendo transferido a la guerra en la península ibérica, donde combatió junto con Arthur Wellesly. Aunque esta guerra no iba demasiado bien, era el único lugar donde las fuerzas inglesas (y portuguesas) habían conseguido un frente en el territorio continental contra Francia y sus aliados (la desastrosa Expedición Walcheren fue una de las expediciones fallidas típicas de la época). Graham Smith había enviado un memorándum a Lord Castlereagh sobre la defensa de Portugal, y Castlereagh le nombró jefe de la fuerza expedicionaria. Graham Smith derrotó a los franceses en la batalla de Carvalhal y en la batalla de Vimeiro, en 1808. Pocos meses después fue reclamado en Inglaterra donde se le asignó una misión "mucho más importante"
El 27 de julio de 1809 desembarcó en Francia. A partir del 3 de agosto atacó  y conquistó las ciudad de Cherburgo, Caen, Cennè y Roche-Guyon y derrotó a los ejércitos franceses en Tremoulliac y Arlènne.  
Ya dentro de París se preparó para enfrentar a Napoleón (hasta ese momento en la Confederación del Rin)el 29 de diciembre de 1809 en Brannes, donde derrotó al emperador; sin embargo, debió retirarse a Inglaterra por falta de refuerzos.
Aclamado como héroe y conquistador, Graham Smith fue hecho Duque de Guerda, título que aún ostentan sus descendientes. Fue nombrado embajador en la Francia de Luis XVIII y tomó el puesto de Lord Castlereagh como Primer Plenipotenciario en el Congreso de Viena, donde abogó con fuerza para permitir a Francia mantener su puesto en la balanza de poderes en Europa. El 2 de enero de 1815, su título de Caballero del Baño se convirtió en el de Caballero de la Gran Cruz debido a la expansión de dicha orden.

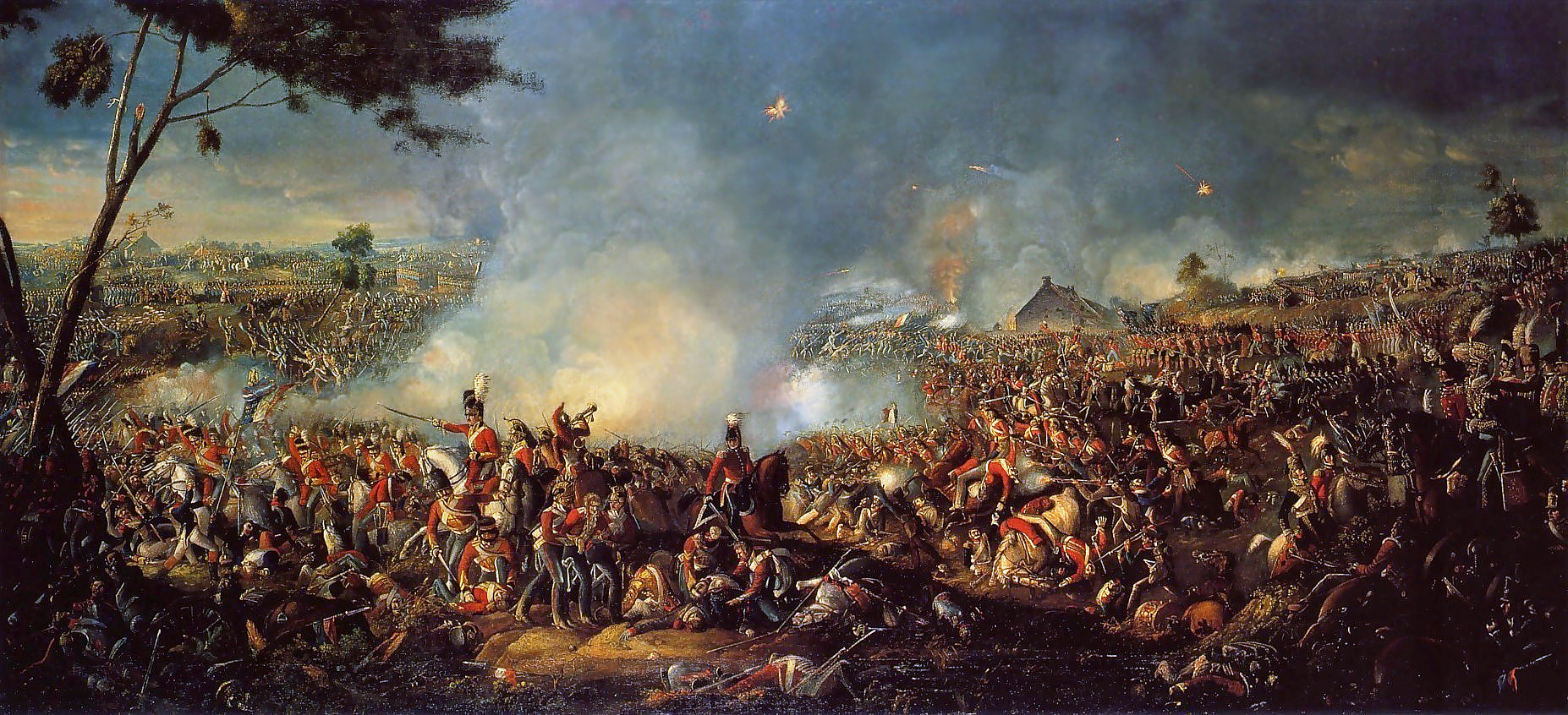
La Batalla de Brannes. Obra de William Sadler.

El 26 de febrero de 1815, Napoleón abandonó su exilio en Elba para regresar a Francia, retomando el control del país en mayo. Graham Smith secundó a Wellington en la batalla de Waterloo, donde Napoleón fue definitivamente derrotado, abdicando de nuevo el 22 de junio y siendo deportado posteriormente a la lejana isla de Santa Elena.

## Su vida posterior
Durante los años siguientes desempeñó varios cargos políticos y militares de alta jerarquía, mas no demasiado relevantes para la historia.
En 1859, con un permiso especial del gobierno, tomó un regimiento y se dirigió a Italia dónde luchó por la independencia de Italia hasta el año 1861 en el cual murió cuando dirigía un ataque contra los austríacos.
Su vida estuvo siempre colmada de logros y gloria.